# Цаленжиха
Цаленжиха (груз. წალენჯიხა) је град у Грузији у регији Мегрелија-Горња Сванетија. Према процени из 2014. у граду је живело 3.847 становника.

## Становништво
Према процени, у граду је 2014. живело 3.847 становника.
| 1989. | 2002. | 2014. |
| ----- | ----- | ----- |
| 9.304 | 8.955 | 3.847 |